# Mestre Roberto
Mestre Roberto (?-?), também conhecido por Roberto de Lisboa, foi um mestre arquitecto que terá vivido no século XII.
Através do testamento de D. Afonso Henriques consegue-se compreender que a Sé de Lisboa, projectada em meados do século XII é seguramente da autoria do Mestre Roberto e que este por sua vez estaria ligado à arte de construir do norte da Europa. Este arquitecto é considerado o principal com as devidas influências nórdicas, visíveis nos capitéis, o que o associa directamente à construção da Sé de Lisboa. Para além desta, também a construção da Sé Velha de Coimbra é atribuída ao Mestre Roberto.
Mestre Roberto ter-se-á dirigido várias vezes à Sé de Coimbra atendendo ao pedido do bispo D. Miguel Salomão. Contudo não terá sido ele a iniciar as obras da Sé Velha de Coimbra pois existe a referência de que este se dirigiu a Coimbra para melhorar as obras e não para projectá-las. O bispo terá pago ao Mestre Roberto "que veio aí (à Sé) por quatro vezes para melhorar a obra e o portal da igreja" sete morabitinos de cada vez. Deduz-se que terá trabalhado na Sé de Coimbra de 1162 a 1171. No entanto surgem discrepâncias relativamente à altura em que realmente terá trabalhado na Sé de Coimbra. Também é referido que lá terá ido quatro vezes por ano entre 1171 e 1174/75. Quanto à Sé de Lisboa este terá sido chamado directamente por D. Afonso Henriques para a criação do projecto, tendo sido segundo o ponto de vista estilístico o autor da existente torre lanterna da Sé de Lisboa e do portal existente da Sé de Lisboa e da Sé de Coimbra.
Também o Mosteiro de Santa Cruz erguido entre 1132 e 1223 será da autoria do mesmo.